# Aioli

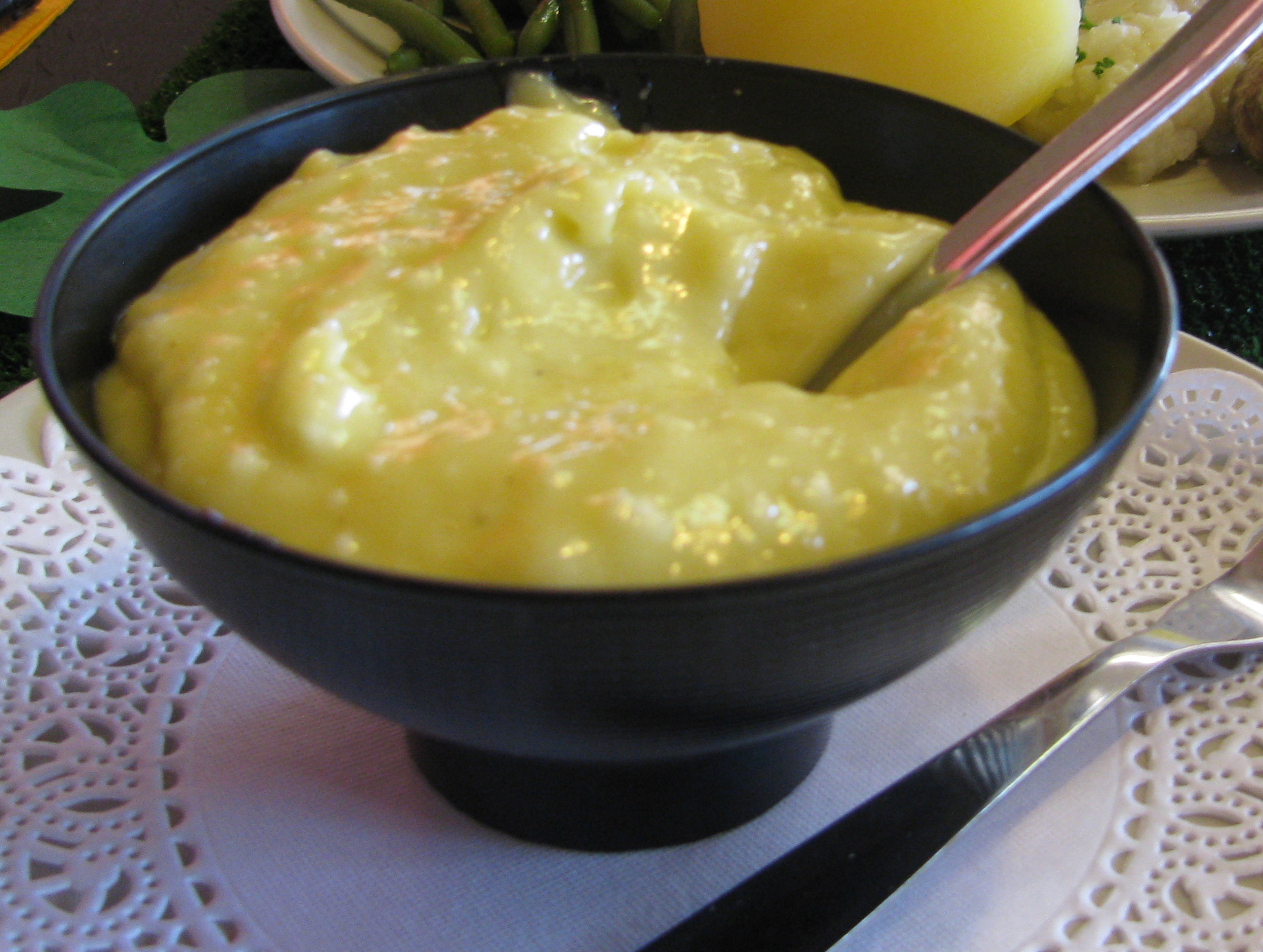
Molho aioli em uma tigela.

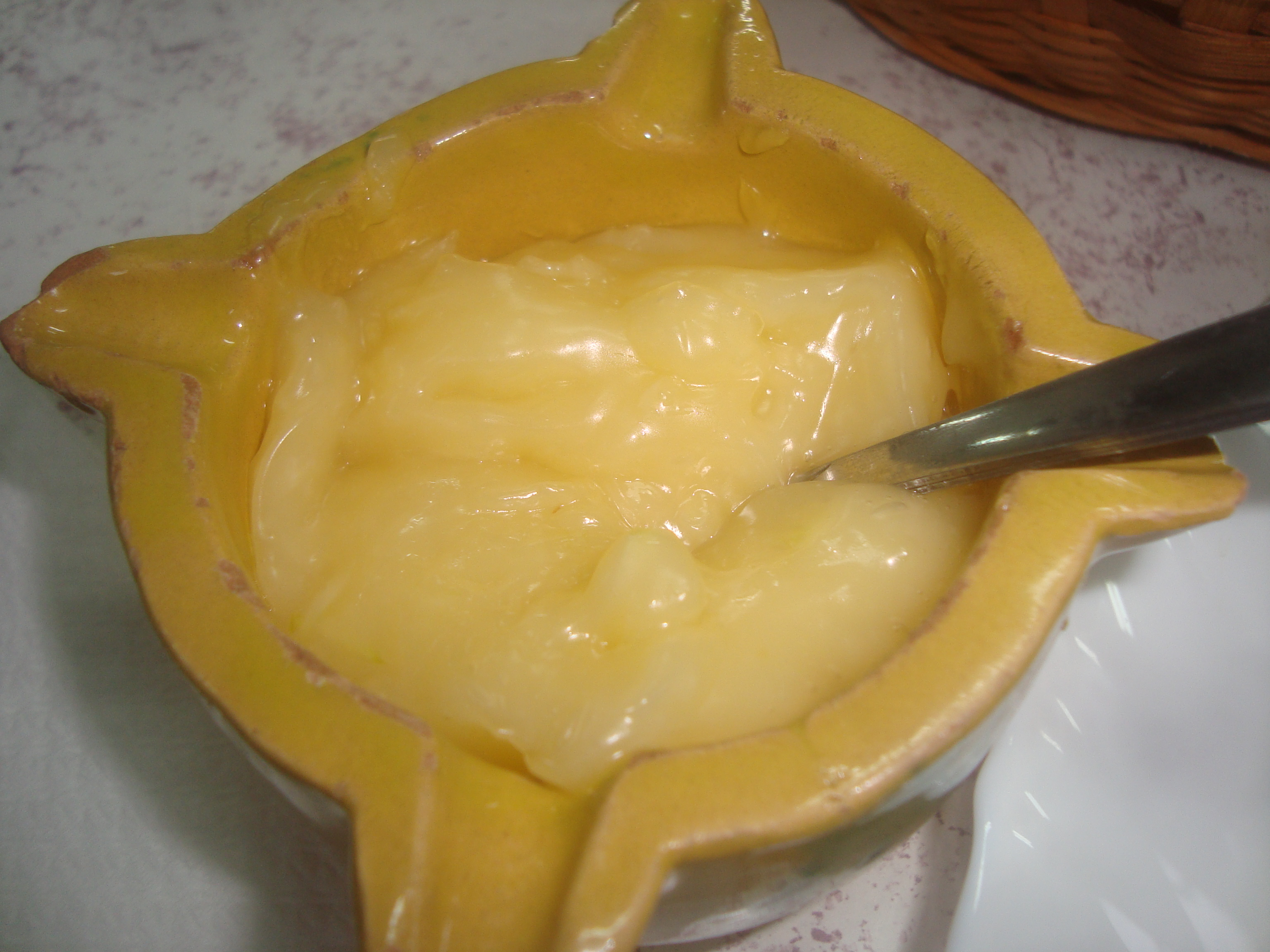
Aioli.

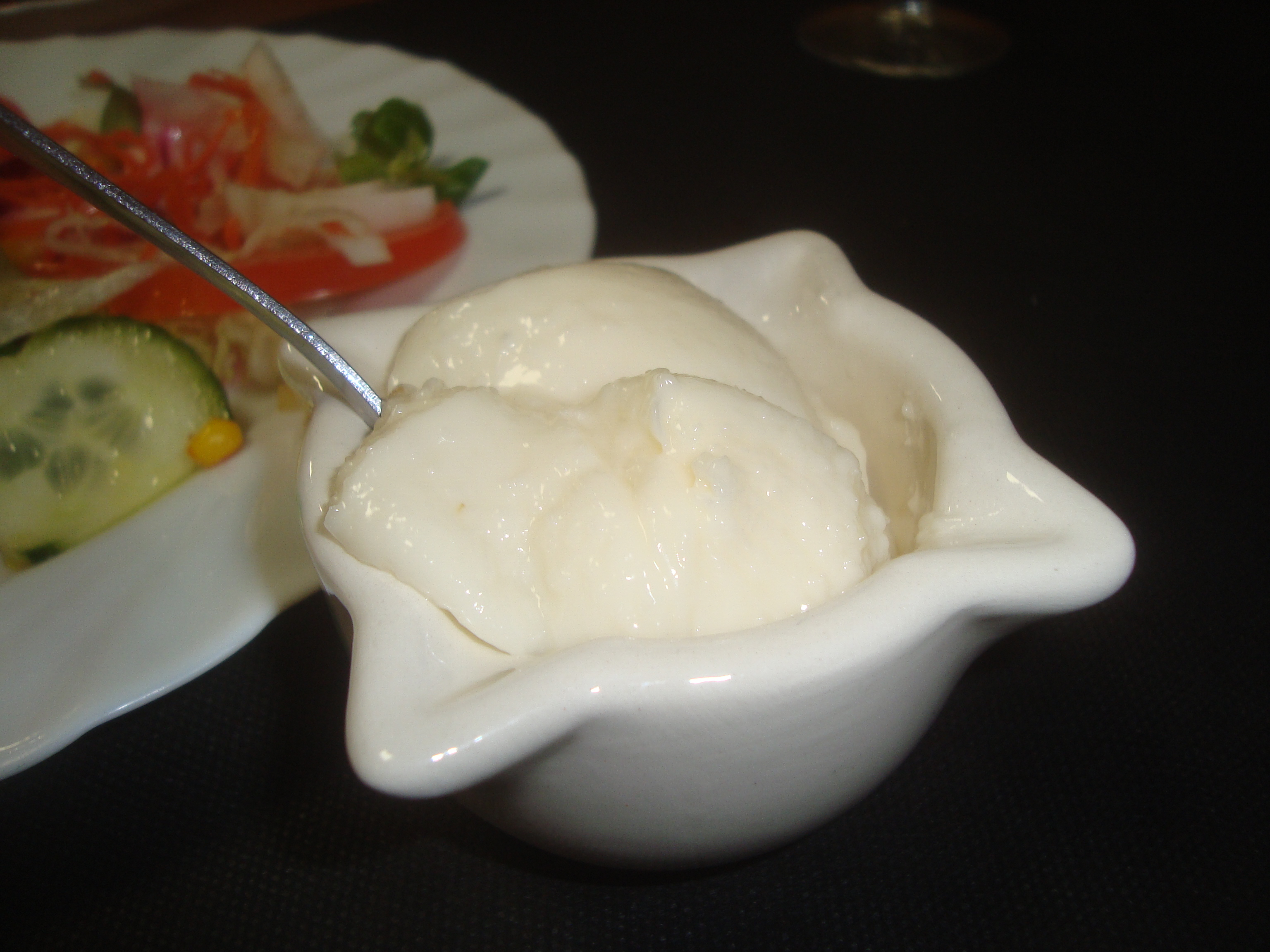
Aioli.

Aioli (grafado "aïoli" em francês, aiòli em provençal) é um molho típico da culinária da França, originário da Provença, composto principalmente de alho, azeite e gemas de ovos. É parecido com uma maionese, mas tradicionalmente não leva vinagre nem mostarda. Pode acompanhar vegetais, crus ou cozidos, peixe e mariscos (com exceção das ostras e ouriços), caracois ou carne, assada ou cozida, ou mesmo crua, em carpaccio, desde que seja magra.  Em Espanha, este molho é considerado originário da Catalunha e é conhecido como “alioli”; é tão versátil como o seu irmão do outro lado da fronteira. 
Tradicionalmente, o aioli era preparado num almofariz, começando por se moerem os dentes de alho, na proporção de um por pessoa, ou mais, se os comensais preferem um sabor mais forte. Juntam-se ao alho moído as gemas de ovos necessárias, sal e pimenta; depois acrescenta-se o azeite, primeiro gota a gota, mexendo sempre, até obter a emulsão, depois deitando o azeite restante em fio, continuando a mexer. Tal como na maionese, o óleo deve ser azeite, mas é comum misturar-lhe óleo de amendoim, que torna a mistura mais suave. Se o aioli ficar muito espesso, pode diluir-se misturando água morna ou sumo de limão; se pelo contrário, as quantidades normalmente utilizadas dão um molho muito líquido, pode juntar-se um pouco de batata cozida ao alho, quando está a ser moído, ou uma pequena quantidade de miolo de pão demolhado em leite. 
O aioli pode temperar uma salada de batata, de vegetais frescos da época, ou ainda que necessitem de uma fervura ao vapor, completadas com ovos cozidos, nozes, croutons e ervas aromáticas, de acordo com o gosto. O peixe, normalmente cozido num court-bouillon, e servido quente ou frio, também aceita este tempero; devem escolher-se peixes magros e de carne firme. Algumas utilizações mais originais do aioli incluem o acompanhamento de  “beignets”, como os “beignets au fromage” ou de cebola, ou ainda de “terrines” de mariscos ou de vegetais, desde que não tenham sido preparadas com muitos ovos ou gordura (por exemplo, crème fraîche).